# Національний футбольний стадіон (Братислава)
Національний футбольний стадіон (словац. Tehelné pole або словац. Národný futbalový štadión) є багатофункціональним стадіоном в Братиславі, Словаччина. Він був завершений 2019 року і використовується для матчів футбольного клубу Слован та збірної Словаччини з футболу. Цей проєкт став можливим завдяки взаємодопомозі між відомим словацьким підприємцем Іваном Кмотриком, як власником «Слована», та уряду Словаччини. Стадіон має місткість 22 500 глядачів і замінив старий стадіон, який був знесений влітку 2013 року.

## Транспорт
Tehelné Pole розташоване в районі Братислава III Братислави. До арени можна доїхати на трамваї, тролейбусі або автобусі.
| Вид       | Зупинка              | Лінія                  | Відстань пішки |
| --------- | -------------------- | ---------------------- | -------------- |
| Трамвай   | Odbojárov            | 2, 4                   | 150 m          |
| Тролейбус | Zimný Štadión        | 204, 205, 207          | 300 m          |
| Автобус   | Bajkalská, Nová Doba | 39, 53, 61, 74, 78, 98 | 100-150 m      |

Водії можуть паркуватись прямо під Національним футбольним стадіоном. Є місце для 994 автомобілів. Додаткові 365 місць для паркування пропонують Зимовий стадіон Ондрея Непела, що знаходиться приблизно за 300 м від стадіону або Полюс Сіті Центр, які пропонують 1683 місця для паркування.